# 272
| [ Edytuj tabelę ] |                                        |
| Król Aksum        | - 270 Endubis 300                      |
| Cesarz Chin       | - 265 Sima Yan 290                     |
| Władca Korei      | - 270 Sŏch’ŏn 292                      |
| Papież            | - 269 Feliks I 274                     |
| Król Persji       | - 241 Szapur I 272 - 272 Hormizd I 273 |
| Cesarz Rzymu      | - 270 Aurelian 275                     |

Rok 272 / CCLXXII
stulecia: II wiek ~
III wiek ~
IV wiek

lata: 262 «
267 «
268 «
269 «
270 «
271 «
272
» 273
» 274
» 275
» 276
» 277
» 282

## Wydarzenia
- Królowa Palmyry Zenobia poniosła klęskę w wojnie z Rzymem.
- Wokół Rzymu rozpoczęto budowę dodatkowych murów obronnych (tzw. murus Aureliani).

## Urodzili się
- 27 lutego – Konstantyn I Wielki, cesarz rzymski od 306 roku, święty Kościoła prawosławnego (zm. 337)
- Wei Shuo, sławna mistrzyni kaligrafii chińskiej (zm. 349)

## Zmarli
- Szapur I, władca Persji z dynastii Sasanidów